# Augustinus Bader
Augustinus Bader (* 20. August 1959 in Augsburg) ist ein deutscher Mediziner und Biomediziner. Bader arbeitet auf dem Gebiet der Stammzellenforschung und befasst sich in seiner Arbeitsgruppe, die im Biotechnologisch-Biomedizinischen Zentrum (BBZ) der Universität Leipzig angesiedelt ist, mit Tissue Engineering (Gewebezüchtung im Verbund mit Zellen).

## Leben
Augustinus Bader wurde 1959 in Augsburg geboren und studierte zunächst Medizin an der Università Abruzzese degli Studi in Chieti. Sein Studium beendete er an der Julius-Maximilians-Universität in Würzburg. Nach Beendigung des Studiums war er am physiologischen Institut der Universität
Würzburg beschäftigt, anschließend war Bader in der Volksrepublik China in einer Abteilung für Schwerbrandverletzte. Weitere Auslandsaufenthalte verbrachte er an der Wright State University in Ohio, der Harvard Medical School in Boston und am Inselspital der Universität Bern.
1989 wurde Bader mit der Arbeit „Flüssigkeits- und Eiweißbilanz bei drittgradigen Verbrennungen bei Sofortescharektomie und homologer Vollhauttransplantation“ an der Julius-Maximilians-Universität promoviert. 1990 bis 2001 war er in verschiedenen Positionen für die Medizinische Hochschule Hannover (MHH) beschäftigt. 1996 erwarb er den Facharzttitel für Pharmakologie und Toxikologie. Bader habilitierte sich 1998 in Hannover für experimentelle Chirurgie. 1999 wurde Bader mit dem Hancock-Preis der Deutschen Gesellschaft für Thorax-, Herz- und Gefäßchirurgie ausgezeichnet. 2001 wurde er an der MHH zum Stiftungsprofessor für „Kardiovaskuläres Tissue Engineering“ ernannt. Im Jahr 2002 war er Professor für „Tissue Engineering“ an der Eberhard Karls Universität Tübingen.
Seit 2003 ist Bader Inhaber der Professur für Zelltechniken und angewandte Stammzellbiologie am Biotechnologisch-Biomedizinischen Zentrum der Universität Leipzig.
Bader ist der Initiator des internationalen Weltkongresses für Regenerative Medizin in Leipzig.